# Dompen

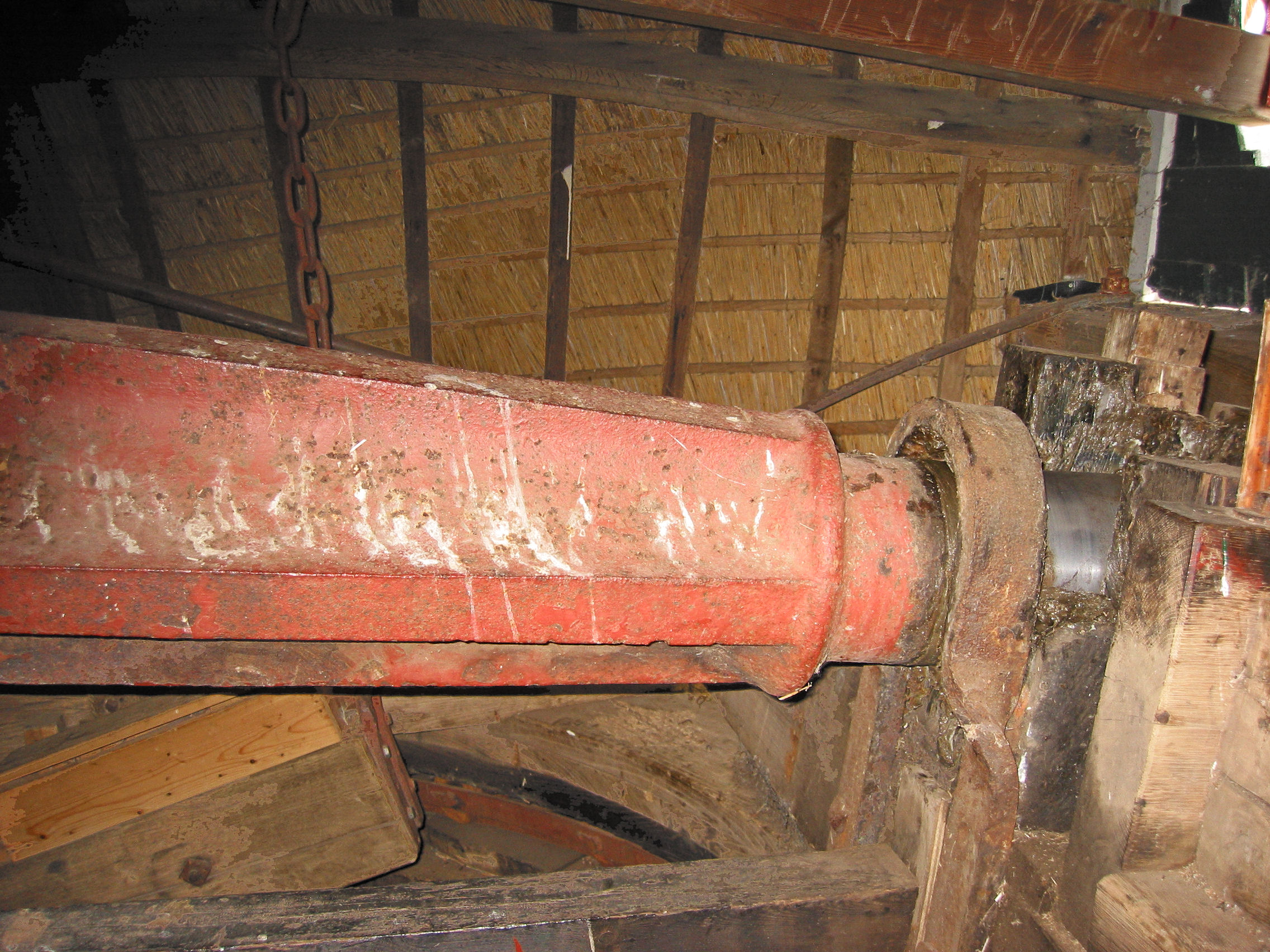
Zeer zwaar uitgevoerde springbeugel van de Walderveense molen

Het dompen is het opwippen van de bovenas van een windmolen uit de pensteen of het oplichten van de kap van de molen met een voeghoutenkruiwerk, bijvoorbeeld bij harde wind. Het opwippen van de bovenas wordt voorkomen door de springbeugel over de pen van de bovenas en bij de kap door het gebruik van domphaken.
De lengte en het gewicht van de bovenas met dat van het bovenwiel moet zodanig groot zijn dat het gewicht van het gevlucht de bovenas niet laat opwippen. Desondanks kan bij het vangen van een snel draaiend gevlucht de as dompen. Ook kan de as dompen als het gevlucht achteruit draait. Het gevolg van het dompen is dan te zien aan de glimmende binnenkant van de springbeugel. Een korte bovenas is vaak aan de penzijde verzwaard met gietijzeren stukken of met kettingen. 
De springbeugel moet zover over de pen naar voren zitten dat de bovenas bij het dompen er niet onderuit kan schieten. Vaak is de afstand van het bovenwiel tot de steunderbalk of lange spruit zo kort dat het bovenwiel eerder tegen deze balk loopt dan dat de pen onder de springbeugel wegschiet.
Bij de Walderveense molen dompte de as na het breken van een houten roe. Doordat de springbeugel te licht was en afbrak kon de bovenas dompen en werd o.a. een deel van de stelling door de wieken weggeslagen.

## Fotogalerij

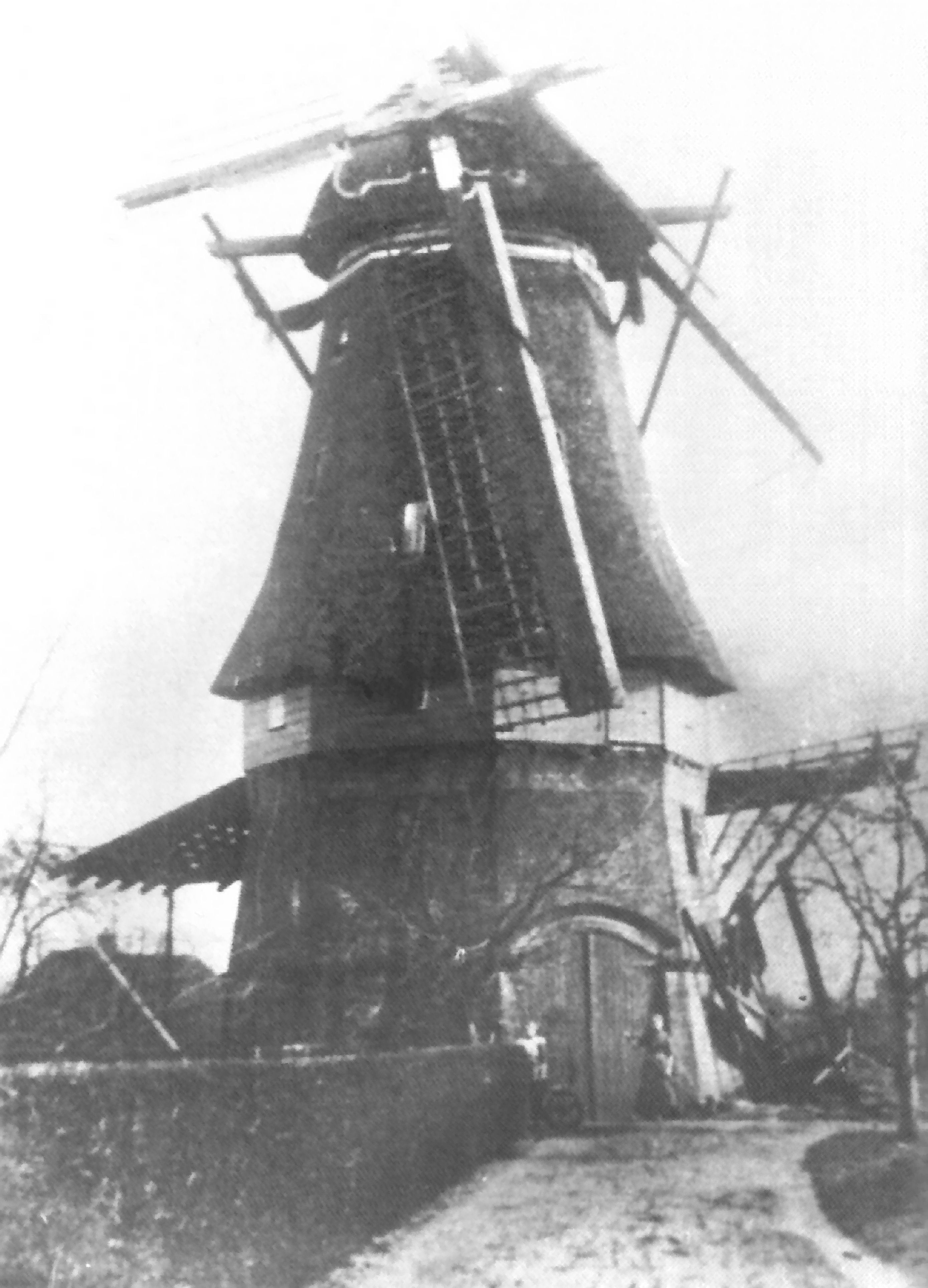
Door dompen veroorzaakte schade bij de Walderveense molen
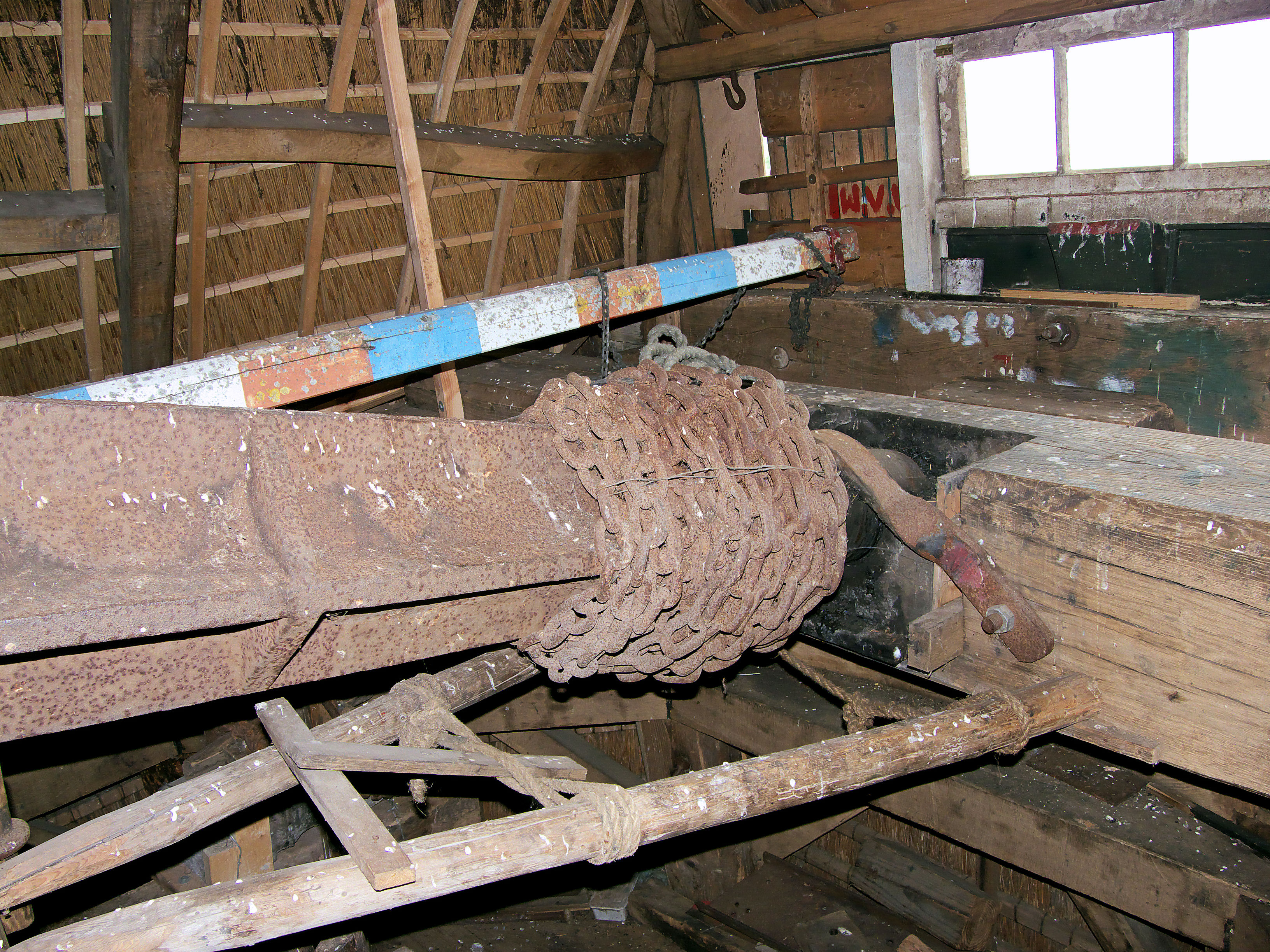
Verzwaarde bovenas van molen  De Hoop in Lunteren.